# 哈达泡子
哈达泡子，是位于中国内蒙古自治区兴安盟扎赉特旗图牧吉苏木西部的一个湖泊。其具体位置约为东经122°56，北纬46°17′。湖面海拔160米，面积约10平方公里，其最大时面积可至13平方公里，湖深最大4米，沉积物主要为芒硝和碱。